# 訴訟標的
訴訟標的即訴訟審理的客體，其內涵究竟為何依各種訴訟程序不同而有所差異。

## 民事訴訟
在民事訴訟法學中，訴訟標的理論一直是學說見解歧異度相當高的部分，大致上可區分為以下數種：
- 傳統訴訟標的理論（或舊訴訟標的理論、舊說）

此說為台灣實務見解所採，認為訴訟標的即為原告在實體法上的請求權（給付之訴）或形成權（形成之訴）。
- 新訴訟標的理論（或新說）

新訴訟標的理論認為訴訟標的是原告的受領給付地位（給付之訴）或形成地位（形成之訴），而實體法上的具體請求權、形成權僅為攻擊防禦方法，屬於辯論主義的層次。新訴訟標的理論又可分為以下數說：
- 一分肢說（一項說、聲明說）

一分肢說係以原告的訴之聲明特定訴訟標的。
- 二分肢說（二項說）

二分肢說係以原告的訴之聲明及原因事實特定訴訟標的，因此訴訟標的範圍會較一分肢說略小。
- 三分肢說（三項說）

此說由學者張文郁所提倡，三分肢說係以訴訟上之權利保護請求(訴之聲明)及生活事實(原因事實)外，加入所謂實體法之權利保護請求(個案中應適用實體法規)，經由此項實體法規而確定、限制所謂之生活事實之範圍。
- 新實體法說
- 相對的訴訟標的理論

此說主張於訴訟前階段應採一分肢說（因可擴大審理範圍，以求訴訟之經濟，並避免裁判矛盾），於訴訟後階段則應採二分肢說特定訴訟標的（因可縮小既判力之範圍，以維護當事人之程序利益）。
- 訴訟標的相對論

此說由學者邱聯恭提出，其主張由於民事訴訟法採處分權主義，原告有主導特定訴訟標的之權能及責任，而認為原告既可選擇以實體權利作為訴訟標的（類似舊說，其稱之為“權利單位型訴訟標的”），亦可選擇以原因事實予以特定（類似新說，其稱之為“紛爭單位型訴訟標的”），法院則受原告特定訴訟標的之方式拘束。對此見解晚近有不同意見。
- 浮動的訴訟標的理論

此說由學者黃國昌提出。
至於在確認之訴，各說見解則無歧見地一致認為“原告所欲確認之法律關係”即為訴訟標的。訴訟標的理論的差異主要表現在訴之變更追加、反訴、訴之客觀合併等部分。不過在訴之變更追加，2003年民事訴訟法修正第255條第1項第2款，增列「請求之基礎事實同一者」事由，相當程度緩和了新、舊訴訟標的理論的差異，藉由此款事由，不論新、舊訴訟標的理論均可為訴之變更追加。

## 刑事訴訟
刑事訴訟中的訴訟標的即為案件，案件係由被告以及犯罪事實所構成，學說上有所謂案件單一性與案件同一性之探討。

### 案件單一性
案件數的計算，係以被告數及犯罪事實數為之，也就是「案件數=被告數×犯罪事實數」，因此單一案件即指「被告單一」以及「犯罪事實單一」。被告數的計算通常不生疑義，即以被告之人數為準。而犯罪事實數的計算，由於台灣實務上均以實體法上之一罪作為一犯罪事實，是故所謂的單一犯罪事實包含了以下十種情形：單純一罪、接續犯、繼續犯、集合犯、結合犯、吸收犯、加重結果犯、想像競合犯、牽連犯、連續犯。惟須注意的是，台灣於2005年刑法修正時已廢除牽連犯以及連續犯之規定。探討案件單一性主要在於，單一案件在某些情況會生不可分效力。

### 案件同一性
案件同一性涉及了是否重複起訴等問題。
同一性係指在不同的訴訟中,因訴訟係屬的先後不同,以該案件已否起訴,曾經判決確定否為準,其效果係用以判斷是否屬:一事不再理(即禁止二重起訴)、起訴法條之變更。其包括被告同一與犯罪事實同一。
被告同一,是指起訴狀與被告姓名是否同一,譬如小叮噹是否為多啦A夢?起訴狀被告名字為小叮噹,實際上被告亦為多啦A夢,此刑罰權之對象係為相同之人。
犯罪事實同一,是指犯罪事實是否起訴、起訴犯罪事實與判決犯罪事實是否相同,用以避免重複起訴、並確定既判力之範圍。
因此，可以說單一性的機能為決定刑罰權之範圍，為實體刑法上的概念；而同一性則是比較前後認定之案件是否相同，機能則為避免雙重危險，為訴訟法上的概念。